# Jednotky sboru dobrovolných hasičů v okrese Vyškov
Jednotku sboru dobrovolných hasičů obce je podle § 68 zákona č. 135/1985 Sb., o požární ochraně,
povinna zřídit každá obec. Mnohé obce jich zřizují více. Své sbory dobrovolných hasičů zřizují též některé průmyslové, dopravní a jiné firmy.
Většina sborů má ve svém názvu buď celá slova Sbor dobrovolných hasičů nebo jen zkratku SDH, některé sbory však mají názvy tvořené jinak.
Sbory dobrovolných hasičů v Česku zastřešuje Sdružení hasičů Čech, Moravy a Slezska (SH ČMS),
sbory na Moravě včetně moravského Slezska Moravská hasičská jednota.

## Seznam

### Jednotky sboru dobrovolných hasičů obcí kategorie III
- 626 112 III/2 SDH Drnovice
- 626 201 III/2 SDH Moravské Málkovice
- 626 104 III/1 SDH Brankovice
- 626 105 III/1 SDH Bučovice
- 626 119 III/1 SDH Hostěrádky-Rešov
- 626 126 III/1 SDH Ivanovice na Hané [1]
- 626 135 III/1 SDH Krásensko
- 626 138 III/1 SDH Křenovice [2]
- 626 143 III/1 SDH Lovčičky
- 626 144 III/1 SDH Luleč
- 626 152 III/1 SDH Milešovice
- 626 162 III/1 SDH Nesovice
- 626 122 III/1 SDH Nové Hvězdlice
- 626 171 III/1 SDH Otnice
- 626 177 III/1 SDH Račice
- 626 181 III/1 SDH Rousínov
- 626 184 III/1 SDH Ruprechtov
- 626 187 III/1 SDH Slavkov u Brna [3]
- 626 188 III/1 SDH Snovídky
- 626 189 III/1 SDH Studnice

### Jednotky sboru dobrovolných hasičů obcí kategorie V
- 626 100 V SDH Bohdalice
- 626 103 V SDH Bošovice
- 626 109 V SDH Dětkovice
- 626 110 V SDH Dobročkovice
- 626 111 V SDH Dražovice
- 626 113 V SDH Drysice
- 626 114 V SDH Habrovany
- 626 167 V SDH Heršpice
- 626 116 V SDH Hlubočany
- 626 118 V SDH Hodějice
- 626 120 V SDH Hoštice-Heroltice
- 626 121 V SDH Hrušky
- 626 124 V SDH Chvalkovice na Hané
- 626 129 V SDH Kobeřice
- 626 131 V SDH Komořany
- 626 133 V SDH Kozlany
- 626 134 V SDH Kožušice
- 626 140 V SDH Křižanovice
- 626 141 V SDH Kučerov
- 626 142 V SDH Letonice
- 626 146 V SDH Malínky
- 626 150 V SDH Medlovice
- 626 153 V SDH Milonice
- 626 148 V SDH Moravské Málkovice
- 626 155 V SDH Moravské Prusy
- 626 157 V SDH Mouchnice
- 626 158 V SDH Mouřínov
- 626 165 V SDH Němčany
- 626 159 V SDH Nemochovice
- 626 161 V SDH Nemotice
- 626 164 V SDH Nevojice
- 626 168 V SDH Nové Sady
- 626 115 V SDH Olšany
- 626 170 V SDH Orlovice
- 626 178 V SDH Pístovice
- 626 172 V SDH Podivice
- 626 136 V SDH Podomí
- 626 173 V SDH Pustiměř
- 626 179 V SDH Radslavice
- 626 180 V SDH Rašovice
- 626 151 V SDH Rybníček
- 626 191 V SDH Šaratice
- 626 192 V SDH Švábenice
- 626 193 V SDH Topolany
- 626 194 V SDH Tučapy
- 626 154 V SDH Uhřice
- 626 199 V SDH Velešovice
- 626 205 V SDH Zbýšov
- 626 206 V SDH Zelená Hora

### Jednotky sboru dobrovolných hasičů podniku kategorie VI
- 626 822 VI SDHp TUSCULUM Rousínov
- 626 813 VI SDHp ROSTEX Vyškov
- 626 710 VI HZSp ARMÁDA ČR, VOJENSKÁ HASIČSKÁ JEDNOTKA VYŠKOV[nedostupný zdroj] Vyškov